# 永田昌康
永田 昌康（ながた まさやす、2月22日 - ）は、日本の男性声優。PACage所属。岐阜県出身。

## 人物
資格は普通自動車免許。
2025年3月24日、オフィスPACが法人解散するにあたり所属メンバーでPACageを設立し移籍した。

## 出演

### テレビアニメ
2006年
- Kanon（京都アニメーション版）（たいやき屋のおやじ）
- BLOOD+（研究員）

2007年
- 神霊狩/GHOST HOUND（川村浩幸）

2008年
- 屍姫 赫（警備員）
- 獣神演武 HERO TALES（玄狼党員）
- スティッチ!（漁師A）
- 隠の王（見張り）

2010年
- COBRA THE ANIMATION（牢兵）
- サザエさん（2010年 - 2014年、弟子1 他）

2011年
- ウルヴァリン（マドリプールの住人）
- 銀魂'（2011年 - 2013年、男A、部下、兵士B、根津、昆夷夢星人）
- TIGER & BUNNY（司法局幹部）

2012年
- 宇宙兄弟（2012年 - 2014年、手島有利、マルコム・エルキン、面接官、キャスター、喫茶店の老人、JAXA職員、NASA職員 他）
- 咲-Saki- 阿知賀編 episode of side-A（記者）
- LUPIN the Third -峰不二子という女-（駅員）

2017年
- 名探偵コナン（黒谷卓郎）

### OVA
- 華ヤカ哉、我ガ一族 キネトグラフ（2012年、佐伯首相）

### 劇場アニメ
- アタゴオルは猫の森（2006年、ブチ丸）
- ブレイブ ストーリー（2006年）
- 劇場版 マクロスF 恋離飛翼〜サヨナラノツバサ〜（2011年）

### ゲーム
2010年代
- 華ヤカ哉、我ガ一族（2010年）
- コール オブ デューティ ワールドウォーII（2017年）
- キングダム ハーツIII（2019年）

2020年
- グランブルーファンタジー ヴァーサス（観光客）
- ファイナルファンタジーVII リメイク（ナルジン）
- サイバーパンク2077（ジョシュ・カヴォルキン）

2023年
- グランブルーファンタジーヴァーサス -ライジング-（観光客）

2024年
- グランブルーファンタジー リリンク

### 吹き替え

#### 映画
- 石ころの夢
- 俺のムスコ（マクナリー神父〈ジェームズ・カーン〉）
- コナン・ザ・バーバリアン（ウカファ〈ボブ・サップ〉）
- サンダーバード55/GoGo（リチャード・グレゴリー[5]）
- ジョン・カーター
- ダ・ヴィンチ・コード ※フジテレビ版
- ツーリスト
- 天使と悪魔（抗議する男性）
- デイ・アフター 首都水没
- D-WARS ディー・ウォーズ
- 星から来た男（ボン）
- ホビット 思いがけない冒険
- メモリー・キーパーの娘
- モンスター・イン・パリ 響け!僕らの歌声
- 6年目も恋愛中（カン・ミンジェ）

#### ドラマ
- ER XV 緊急救命室 #13（ジョーイ〈ジョーイ・マリノ〉）
- 彼女がラブハンター（ソ・ジェユン）
- 救命医ハンク セレブ診療ファイル
- グッド・ワイフ3
- クリミナル・マインド5 FBI行動分析課（リチャード）
- クリミナル・マインド6 FBI行動分析課 #4
- クリミナル・マインド 特命捜査班レッドセル
- GRIMM/グリム（ウー巡査部長）
- CSI:ニューヨーク6、7
- ジャイアント（チョ・ピリョン）
- ダークエイジ・ロマン 大聖堂
- 太陽を抱く月
- トーチウッド 人類不滅の日
- ナース・ジャッキー4
- 火の女神ジョンイ（ソンジョ〈チョン・ボソク〉[6]）
- 武神（チェ・ウ〈チョン・ボソク〉）
- 弁護士イーライのふしぎな日常
- マイスウィートソウル
- ミス・マープル4 魔術の殺人
- 名探偵モンク3 #1
- ヤング・スーパーマン9
- 楽園
- リゾーリ&アイルズ2
- リバーデイル（ケラー保安官）
- 流星剣侠伝 大人物
- レディプレジデント〜大物（秘書室長）
- 私の心が聞こえる?（ポン・ヨンギュ）
- 私はラブ・リーガル

#### アニメ
- アイアンマン ザ・アドベンチャーズ
- ヒックとドラゴン

### ボイスオーバー
- 今、明かされるビンラディン殺害の全貌
- ホットガールズ・ウォンテッド: オンライン・ラブ
- 本当は誰がアメリカを発見したか?

### オーディオブック
- マチネの終わりに（2018年、祖父江）

### 舞台
- ザ・中学教師2（橋上精二）
- 忠臣蔵（大石内蔵助 他）
- 追究（朗読）
- ボーイング・ボーイング（ベルナール）
- 僕の東京日記（原田満男）

### その他コンテンツ
- 大成建設・シンガポール篇